# Hoke County
Hoke County ist ein County im US-Bundesstaat North Carolina der Vereinigten Staaten. Der Verwaltungssitz (County Seat) ist Raeford, das nach ihren zwei Gründern MacRae und Williford benannt wurde.

## Geographie
Das County liegt etwas südlich des geographischen Zentrums von North Carolina, ist etwa 40 km von South Carolina entfernt und hat eine Fläche von 1016 km², wovon 3 km² Wasserfläche sind. Es grenzt im Uhrzeigersinn an folgende Countys: Moore County, Cumberland County, Robeson County und Scotland County.
Hoke County ist in acht Townships aufgeteilt: Allendale, Antioch, Blue Springs, Fort Bragg Military Reservation, McLauchlin, Raeford, Quewhiffle und Stonewall.

## Geschichte

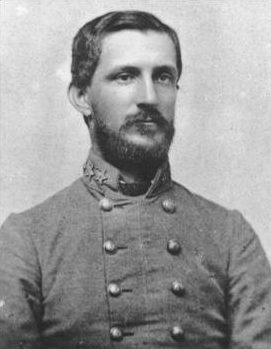
Robert Hoke

Hoke County wurde 1911 aus Teilen des Cumberland County und des Robeson County gebildet. Benannt wurde es nach Robert Hoke, einem Generalmajor der Konföderierten im Amerikanischen Bürgerkrieg.
Fünf Bauwerke und Stätten des Countys sind insgesamt im National Register of Historic Places eingetragen (Stand 3. März 2018).

## Demografische Daten
Nach der Volkszählung im Jahr 2000 lebten im Hoke County 33.646 Menschen in 11.373 Haushalten und 8.745 Familien. Die Bevölkerungsdichte betrug 33 Einwohner pro Quadratkilometer. Ethnisch betrachtet setzte sich die Bevölkerung zusammen aus 44,53 Prozent Weißen, 37,64 Prozent Afroamerikanern, 11,45 Prozent amerikanischen Ureinwohnern, 0,83 Prozent Asiaten, 0,15 Prozent Bewohnern aus dem pazifischen Inselraum und 3,27 Prozent aus anderen ethnischen Gruppen; 2,13 Prozent stammten von zwei oder mehr Ethnien ab. 7,18 Prozent der Bevölkerung waren spanischer oder lateinamerikanischer Abstammung.
Von den 11.373 Haushalten hatten 41,4 Prozent Kinder unter 18 Jahren, die bei ihnen lebten. 52,7 Prozent davon waren verheiratete, zusammenlebende Paare, 18,2 Prozent waren allein erziehende Mütter und 23,1 Prozent waren keine Familien. 19,0 Prozent waren Singlehaushalte und in 5,8 Prozent lebten Menschen mit 65 Jahren oder älter. Die Durchschnittshaushaltsgröße betrug 2,86 und die durchschnittliche Familiengröße war 3,22 Personen.
29,8 Prozent der Bevölkerung waren unter 18 Jahre alt. 10,7 Prozent zwischen 18 und 24 Jahre, 34,1 Prozent zwischen 25 und 44 Jahre, 17,6 Prozent zwischen 45 und 64, und 7,7 Prozent waren 65 Jahre alt oder Älter. Das Durchschnittsalter betrug 30 Jahre. Auf alle weibliche Personen kamen 102,0 männliche Personen. Auf alle Frauen im Alter von 18 Jahren oder darüber kamen 101,3 Männer.
Das jährliche Durchschnittseinkommen eines Haushalts betrug 33.230 $ und das jährliche Durchschnittseinkommen einer Familie betrug 36.110 $. Männer hatten ein durchschnittliches Einkommen von 27.925 $ gegenüber den Frauen mit 21.184 $. Das Prokopfeinkommen betrug 13.635 $. 17,7 Prozent der Bevölkerung und 14,4 Prozent der Familien lebten unterhalb der Armutsgrenze. 22,4 Prozent von ihnen sind Kinder und Jugendliche unter 18 Jahre und 22,0 Prozent sind 65 Jahre oder älter.